# Francesco Cassata
Francesco Cassata (* 16. Juli 1997 in Sarzana) ist ein italienischer Fußballspieler. Der Mittelfeldspieler steht bei Spezia Calcio unter Vertrag.

## Karriere

### Im Verein
Cassata wechselte 2015 aus der Jugend des FC Empoli zu Juventus Turin, wo er noch bis 2016 in der Jugendabteilung aktiv war.
Mit der Übernahme in den Profibereich wechselte Cassata 2016 leihweise zum Ascoli Picchio FC 1898 in die Serie B. In der 2016/17 lief Cassata für Ascoli in 36 Spielen auf und erzielte einen Treffer. Nach seiner Rückkehr wechselte er im Juli 2017 von Juventus zum Erstligisten US Sassuolo Calcio. Für diesen absolvierte er in der Saison 2017/18 zehn Spiele und erzielte ein Tor.
Für die Saison 2018/19 wurde er an Frosinone Calcio und für die Saison 2019/20 an den CFC Genua ausgeliehen. Im September 2020 verließ er Sassuolo endgültig und wechselte zum CFC Genua.
Im Sommer 2023 verließ er den Verein in Richtung Spezia Calcio.

### In der Nationalmannschaft
Von 2013 bis 2018 lief Cassata für verschiedene Juniorennationalmannschaften Italiens auf. Altersbedingt ist er für diese mittlerweile nicht mehr spielberechtigt.